# Sematophyllum pennellii
Sematophyllum pennellii là một loài rêu trong họ Sematophyllaceae. Loài này được R.S. Williams mô tả khoa học đầu tiên năm 1925.